# Raúl de Tomás
Raúl de Tomás Gómez (ur. 17 października 1994 w Madrycie) – hiszpański piłkarz, występujący na pozycji napastnika w hiszpańskim klubie Rayo Vallecano oraz w reprezentacji Hiszpanii.